# Heinrich I. von Praunheim
Heinrich I. von Praunheim (genannt 1194–1223) aus der Familie der Ritter von Praunheim war ab 1216 der dritte Reichsschultheiß der Reichsstadt Frankfurt am Main.

## Herkunft
Sein Vater war Wolfram I. von Praunheim, der erste Reichsschultheiß von Frankfurt, der vor 1207 starb, seine Mutter Liutgard, war vermutlich eine Tochter von Kuno I. von Hagen-Münzenberg. Sie verstarb vor 1193 und der Witwer heiratete erneut, eine „Pauline“, deren Herkunftsfamilie nicht bekannt ist. Aus dieser zweiten Ehe stammte Johannes von Praunheim, der zweite Reichsschultheiß von Frankfurt.

## Politik
1194 wird Heinrich I. als Schöffe der Stadt Frankfurt genannt. Im staufisch-welfischen Thronstreit stand Johannes auf die Seite des Philipp von Schwaben, während Heinrich I. und dessen mütterliche Verwandtschaft aus dem Haus Hagen-Münzenberg auf der Seite König Ottos IV. stand. Dies führte dazu, dass Philipp von Schwaben nicht den älteren Stiefbruder Heinrich, sondern den jüngeren Johannes 1207 in Nachfolge von dessen Vater zum zweiten Reichsschultheißen von Frankfurt machte.
Erst 1216 kam es zu einem politischen Umschwung: Johannes starb oder erlitt eine schwere politische Niederlage. Das Reichsschultheißenamt ging auf Heinrich I. über und die Spur von Johannes verliert sich. 1220 hob Kaiser Friedrich II. das Amt des Reichsvogtes in Frankfurt endgültig auf und übertrug Aufgaben und Einkünfte daraus dem Reichsschultheißen Heinrich I. Heinrich amtierte bis mindestens 1223. Nachgewiesen ist für ihn auch die Tätigkeit als Richter am Hof Friedrich II., wenn dieser sich in der Pfalz Gelnhausen aufhielt.

## Familie
Heinrich I. war mit Adelheid von Echzell verheiratet, eine Familie die zu der der Löwen von Steinfurth gehörte, Burgmann der Burgmannschaft der Reichsburg Friedberg. Als Schwiegersohn eines Burgmannen konnte Heinrich I. nun selbst Burgmann der Reichsburg Friedberg werden. Aus dieser Ehe gingen mindestens 7 Söhne hervor:
- Heinrich II. von Praunheim, genannt ab 1225, † April 1256, Stammvater der Linie Praunheim-Wolfkehlen
- Reichwein I., genannt: 1230–1274
- Konrad, genannt: 1230–1251, Dekan des St. Bartholomäus-Stifts in Frankfurt am Main
- Wolfram II. (genannt ab 1242; † 1273/74), Schultheiß von Frankfurt am Main 1248–1263 und 1269–1273, Stammvater der Linie der Erbschultheißen
- Helwig, genannt 1243–1258, († vor 1264)
- Rudolf, genannt 1254–1273, Stammvater der Linie Praunheim-Sachsenhausen
- Gottschalk I., genannt: 1254, 1273